# Charles Michael Davis
Charles Michael Davis (ur. 1 grudnia 1984) – amerykański aktor i model, występował w roli Marcela Gerarda w serialu wyprodukowanym przez The CW, The Originals.

## Życie i kariera
Urodził się w Dayton. Ukończył Stebbins High School oraz Miami University. Davis jest Afroamerykaninem z filipińskimi korzeniami. Jego ojciec pochodzi z Kentucky, a matka z Manili.
Zaczynał w Wings Model Management w Cincinnati. W późniejszym czasie dołączył do agencji Actors, Models, and Talent for Christ (AMTC). Brał udział w reklamach dla firm takich jak Nike i Footlocker.
Pojawił się w kilku znaczących produkcjach telewizyjnych, jak np. Świat Raven, Switched at Birth oraz Chirurdzy. Dostał również drugoplanową rolę w serialu Zasady gry.
W lutym 2013 roku ogłoszono, że Davis dołączy do obsady spin-offu Pamiętników Wampirów – The Originals jako jeden z głównych postaci.

## Życie prywatne
Davis był związany z choreografką i modelką, Katriną Amato. Jednak we wrześniu 2014 roku w jednym z odcinków The Talk uwjanił, że znowu jest singlem.

## Filmografia

### Film
| Rok  | Tytuł              | Rola    | Komentarz                     |
| ---- | ------------------ | ------- | ----------------------------- |
| 2013 | The Proposal       | Charles | film krótkometrażowy          |
| 2014 | The Learning Curve | Frank   | film krótkometrażowy          |
| 2015 | Battle Scars       | Ramirez | (formalnie Another Stateside) |

### Telewizja
| Rok       | Tytuł               | Rola            | Komentarz                                              |
| --------- | ------------------- | --------------- | ------------------------------------------------------ |
| 2005      | Noah's Arc          | Applicant #2    | Odcinek: Don't Mess with My Man                        |
| 2005      | Świat Raven         | Trevor          | Odcinek: Save the Last Dance                           |
| 2008      | The Big Match       | Series Regular  | Film telewizyjny                                       |
| 2010      | Night and Day       | Hicks           | Film telewizyjny                                       |
| 2011      | Switched at Birth   | Liam Lupo       | Postać epizodyczna, 4 odcinki (sezon 1)                |
| 2011–2012 | Zasady gry          | Kwan Kirkland   | Postać epizodyczna, 5 odcinków (sezony 4-5)            |
| 2012–2013 | The Life Genie      | brak            | Miniserial; Kierownik produkcji (2 odcinki)            |
| 2013      | Chirurdzy           | Dr. Jason Myers | Postać epizodyczna, 7 odcinków (sezon 9)               |
| 2013      | Lista klientów      | Ben Dalton      | 2 odcinki (sezon 2)                                    |
| 2013      | Pamiętniki wampirów | Marcel Gerard   | Odcinek: The Originals                                 |
| 2013–2018 | The Originals       | Marcel Gerard   | Główna rola; także reżyser (2 odcinki)                 |
| 2015      | Ur in Analysis      | Mike            | film telewizyjny; producent                            |
| 2017–2021 | Younger             | Zane Anders     | Postać epizodyczna w sezonie 4, w sezonie 5 pełna rola |
| 2018      | Jane the Virgin     | Jeffrey Mullins | Odcinek: Chapter Seventy-Three                         |

### Seriale internetowe
| Rok  | Tytuł      | Rola | Odcinek       | Komentarz |
| ---- | ---------- | ---- | ------------- | --------- |
| 2018 | Sideswiped | Josh | Deal Breakers | odcinek 3 |

### Teledyski
| Rok  | Tytuł      | Wykonawca | Komentarz   |
| ---- | ---------- | --------- | ----------- |
| 2011 | Mi Ricordo | J. Ralph  | [ 7 ] [ 8 ] |